# Szurkowo (Gostyń)
Pour les articles homonymes, voir Szurkowo.
Szurkowo (prononciation : [ʂurˈkɔvɔ]) est un village polonais de la gmina de Poniec dans le powiat de Gostyń de la voïvodie de Grande-Pologne dans le centre-ouest de la Pologne.
Il se situe à environ 9 kilomètres au sud-est de Poniec (siège de la gmina), à 22 kilomètres au sud de Gostyń (siège du powiat) et à 78 kilomètres au sud de Poznań (capitale régionale).
Le village possédait une population de 334 habitants en 2014.

## Histoire
De 1975 à 1998, le village faisait partie du territoire de la voïvodie de Leszno.

Depuis 1999, Szurkowo est situé dans la voïvodie de Grande-Pologne.